# Amatori Hockey Lodi 1991-1992
Questa voce raccoglie le informazioni riguardanti l'Amatori Hockey Lodi nelle competizioni ufficiali della stagione 1991-1992.

## Maglie e sponsor
Lo sponsor ufficiale per la stagione 1991-1992 fu Faip.
| 1ª divisa |

## Organigramma societario
- Presidente: Mazzuccato